# ويليام دورانت
وليام دورانت (بالإنجليزية: William C. Durant)‏ (8 ديسمبر 1861 في بوسطن - 18 مارس 1947)، كان مؤسس شركة جنرال موتورز، وشيفروليه (شراكة مع لويس شيفروليه). كان جده حاكم ولاية ميشيغان في الولايات المتحدة الأمريكية، في عام 1904 أصبح وليام مديراً عاماً لبيوك وبعد وقت قصير رئيساً، أسس شركة جنرال موتورز عام 1908، أسس مع لويس شيفروليه شركة شيفروليه للمحركات عام 1911.

## وصلات خارجية
- ويليام دورانت على موقع الموسوعة البريطانية (الإنجليزية)
- ويليام دورانت على موقع إن إن دي بي (الإنجليزية)
- مقال عن وليام دورانت باللغة الإنجليزية